# Liste der politischen Parteien in Vietnam

Nationalversammlung von Vietnam, 2016:
Kommunistische Partei Vietnams (KPV): 473 Sitze
Parteilose: 21 Sitze

Die Liste der politischen Parteien in Vietnam zählt alle aktiven politischen Parteien in Vietnam auf.
Vietnam ist ein Einparteienstaat, in welchem die Kommunistische Partei Vietnams die Einheitspartei darstellt und somit das Monopol auf die Macht innehat und fast alle Sitze in der Nationalversammlung stellt. Die Regierung verbot alle restlichen politischen Vereinigungen im Land. Viele von denen bestehen im Ausland, meist in den Vereinigten Staaten weiter. Diese haben keinen Einfluss auf das politische Geschehen in Vietnam, veranstalten jedoch viele Demonstrationen im Inland und Ausland. Zudem besitzen manche Parteien eigene Parteizeitungen, die zumeist kritische Enthüllungen gegen die kommunistische Regierung in Vietnam beinhalten. 

## Parteien
| Name                                                                     | Name (vietnamesisch.)                                 | Abkürzung       | Parteivorsitzender | Gründungsdatum    | Logo            | Hauptsitz                                                                                  | Politische Position                                                                |
| legale Parteien                                                          | legale Parteien                                       | legale Parteien | legale Parteien    | legale Parteien   | legale Parteien | legale Parteien                                                                            | legale Parteien                                                                    |
| ------------------------------------------------------------------------ | ----------------------------------------------------- | --------------- | ------------------ | ----------------- | --------------- | ------------------------------------------------------------------------------------------ | ---------------------------------------------------------------------------------- |
| Kommunistische Partei Vietnam                                            | Đảng Cộng sản Việt Nam                                | KPV             | Nguyễn Phú Trọng   | 3. Februar 1930   |                 | Ba Đình Bezirk, Hà Nội                                                                     | Kommunismus, Marxismus, Leninismus, Lehre Ho Chi Minhs, Linksnationalismus         |
| Vietnamesische Vaterlandsfront                                           | Mặt Trận Tổ Quốc Việt Nam                             | FPV             | Nguyễn Thiện Nhân  | Februar 1977      |                 | Ba Đình Bezirk, Hà Nội                                                                     | Kommunismus, Marxismus, Leninismus, Linksnationalismus                             |
| illegale/verbotene Parteien, die im Untergrund oder im Ausland operieren |                                                       |                 |                    |                   |                 |                                                                                            |                                                                                    |
| Vietnamesische Volkspartei                                               | Đảng Nhân Dân Hành Động                               |                 | Nguyen Tuong Ba    | 18. Januar 1991   |                 | Vereinigte Staaten                                                                         | Nationalismus, Antikommunismus, sozialer, nationaler und liberaler Konservatismus, |
| Nationalistische Partei Groß-Vietnams                                    | Đại Việt Quốc dân Đảng                                | ĐVQDĐ           |                    | 1938/39           |                 | Vereinigte Staaten                                                                         | Ultranationalismus, Frankophobie Antikommunismus                                   |
| Vietnamesische Nationalistische Partei                                   | Việt Nam Quốc Dân Đảng                                | VNQDĐ           |                    | 25. Dezember 1927 |                 | Hanoi (1927–54) Saigon (1954–75) Westminster (Kalifornien), Vereinigte Staaten (seit 1975) | Demokratischer Sozialismus, Drei Prinzipien des Volkes, Nationalismus              |
| Viet Tan Reformer                                                        | Việt Nam Canh Tân Cách Mạng Đảng                      | Việt Tân        | Đỗ Hoàng Điềm      | 10. Juli 1981     |                 | Pittsburgh, Vereinigte Staaten                                                             | Demokratie, Antikommunismus, sozialer Konservatismus friedliche Reformation        |
| Populistische Partei Vietnams                                            | Dang Vi Dan Việt Nam                                  | ĐVDVN           |                    | 1. Januar 2006    |                 | Houston, Vereinigte Staaten                                                                | New Vietnam Platform                                                               |
| Bloc 8406                                                                | Khối 8406: Tuyên Ngôn Tự Do Dân Chủ Cho Việt Nam 2006 |                 |                    | 8. April 2006     |                 | international                                                                              | demokratische Reformation in Vietnam                                               |